# École centrale de Lyon
École centrale de Lyon je výzkumná univerzita ve francouzském Lyonu. Byla založena v roce 1857 François Barthélemy Arlès-Dufour v reakci na rostoucí industrializaci Francie a je jednou z nejstarších postgraduálních škol ve Francii. Univerzita je součástí Grandes Écoles, prestižní skupiny francouzských institucí zaměřených na technické obory, vědecký výzkum a obchodní vzdělávání. Současný kampus o rozloze 45 akrů (18 ha) byl otevřen v roce 1967 a nachází se ve městě Ecully.

## Slavní studenti a absolventi
- Marc Riboud, francouzský fotograf